# Adam Pastuch
Adam Pastuch (ur. 14 marca 1958 w Bytomiu) – filolog polski, nauczyciel, marketingowiec, animator życia artystycznego, dyrektor kilku instytucji kultury.

## Życiorys
Syn Edwarda i Krystyny. Ukończył I Liceum Ogólnokształcące im. Jana Smolenia w Bytomiu, następnie, w latach 1977–1981, studiował  filologię polską w Wydziale Filologicznym Uniwersytetu Śląskiego w Katowicach uzyskując tytuł magistra filologii polskiej. W 1996 ukończył studia podyplomowe w Akademii Ekonomicznej we Wrocławiu na kierunku marketing. Po ukończeniu studiów polonistycznych pracował jako nauczyciel w szkołach średnich w Będzinie i Bytomiu. Od 1989 zatrudniony był w Wydziale Kultury Urzędu Wojewódzkiego w Katowicach.

## Działalność w instytucjach kultury
Adam Pastuch od 1993 był współzałożycielem i dyrektorem biura Towarzystwa Zachęty Kultury w Katowicach, a następnie zastępcą dyrektora Estrady Śląskiej. W 1995 został zastępcą Stanisława Hadyny dyrektora Zespołu Pieśni i Tańca „Śląsk”, a po jego śmierci dyrektorem zespołu (1999–2010). W latach 2011–2016 kierował Regionalnym Ośrodkiem Kultury w Katowicach, a od 2016 do lutego 2020 był dyrektorem Regionalnego Instytutu Kultury w Katowicach.
Adam Pastuch był pomysłodawcą nadania Zespołowi Pieśni i Tańca Śląsk imienia Stanisława Hadyny. Z jego inicjatywy powstało przy zespole Śląskie Centrum Edukacji Regionalnej. Kolejnym pomysłem było udostępnienie siedziby zespołu dla zwiedzających, co dało impuls do przeprowadzenia kompleksowych prac konserwatorskich w zespole pałacowo-parkowym w Koszęcinie.  Zgodnie z koncepcją Adama Pastucha podjęto m.in. prace konserwatorskie w kaplicy pałacu, przeprowadzając jej adaptację na kameralną salę koncertową. Adam Pastuch jest również pomysłodawcą dorocznego Pikniku Artystycznego Święto Śląska.
W czasie pracy w Regionalnym Instytucie Kultury w Katowicach Adam Pastuch był między innymi pomysłodawcą mobilnego centrum digitalizacji oraz autorem jego nazwy (MobiDig). Pracownia digitalizacyjna zdobyła złoty medal XV edycji Międzynarodowych Targów Wynalazków i Innowacji INTARG 2022.

## Odznaczenia
- Srebrny Krzyż Zasługi (2003)[1][9].
- Odznaka Honorowa za Zasługi dla Województwa Śląskiego (2004)[10].
- Nagroda „Uskrzydlony” w kategorii: Promocja Polski w Europie i świecie (2004)[11][12].
- Złota odznaka „Zasłużony dla rozwoju województwa katowickiego”[1].
- Nagroda Marszałka Województwa Śląskiego w dziedzinie upowszechniania kultury (2004)[13].
- Order Świętego Stanisława klasy I (2007)[14].
- Brązowy Medal „Zasłużony Kulturze Gloria Artis” w dziedzinie upowszechniania kultury (2008)[15].
- Złota odznaka „Za opiekę nad zabytkami” (2010)[16].